# تماشاگران (۲۰۲۱)
تماشاگران (به انگلیسی: The Voyeurs) یک فیلم دلهره‌آور، درام، معمایی و عاشقانه آمریکایی به نویسندگی و کارگردانی مایکل موهان با بازی سیدنی سوئینی، جاستیس اسمیث، ناتاشا لیو بوردیزو و بن هاردی است که در سپتامبر ۲۰۲۱ توسط آمازون استودیوز در سرویس پرایم ویدئو به نمایش درآمد. سیدنی سوئینی و جاستیس اسمیت را در نقش زوج جوانی بازی می‌کنند که از زندگی همسایگان خود در آن سوی خیابان (بن هاردی و ناتاشا لیو بوردیزو) جاسوسی می‌کنند.
این فیلم در ۱۰ سپتامبر ۲۰۲۱ توسط استودیو آمازون در سرویس پخش ویدیوی آمازون پرایم ویدئو منتشر شد. علیرغم دریافت نقدهای متفاوت از سوی منتقدان، عملکرد پخش جریانی فیلم فراتر از انتظارات استودیو آمازون بود.

## ساخت
فیلم‌برداری اصلی در اکتبر ۲۰۱۹ در مونترآل، کانادا آغاز شد.

## بازخوردها
- در راتن تومیتوز برپایه رای ۳۸ منتقد، با میانگین امتیاز ۵٫۷ از ۱۰، دارای ۴۵٪ امتیاز تأیید را دارد.[۶]
- در متاکریتیک، فیلم برپایه رای ۹ منتقد، میانگین امتیاز ۵۴ از ۱۰۰ را دارد که نشان‌دهنده «نقدهای متوسط» است.[۷]